# Pudtol (Apayao)
Pudtol is een gemeente in de Filipijnse provincie Apayao op het eiland Luzon. Bij de laatste census in 2010 telde de gemeente ruim 13 duizend inwoners.

## Geografie

### Bestuurlijke indeling
Pudtol is onderverdeeld in de volgende 22 barangays:
| - Aga - Alem - Amado - Aurora - Cabatacan - Cacalaggan - Capannikian - Doña Loreta - Emilia - Imelda - Lower Maton | - Lt. Bilag - Lydia - Malibang - Mataguisi - Poblacion - San Antonio - San Jose - San Luis - San Mariano - Swan - Upper Maton |

## Demografie
Pudtol had bij de census van 2010 een inwoneraantal van 13.305 mensen. Dit waren 710 mensen (5,6%) meer dan bij de vorige census van 2007. Ten opzichte van de census van 2000 was het aantal inwoners gegroeid met 2.266 mensen (20,5%). De gemiddelde jaarlijkse groei in die periode kwam daarmee uit op 1,88%, hetgeen lager was dan het landelijk jaarlijks gemiddelde over deze periode (1,90%).

De bevolkingsdichtheid van Pudtol was ten tijde van de laatste census, met 13.305 inwoners op 401,02 km², 33,2 mensen per km².